# 半潛船

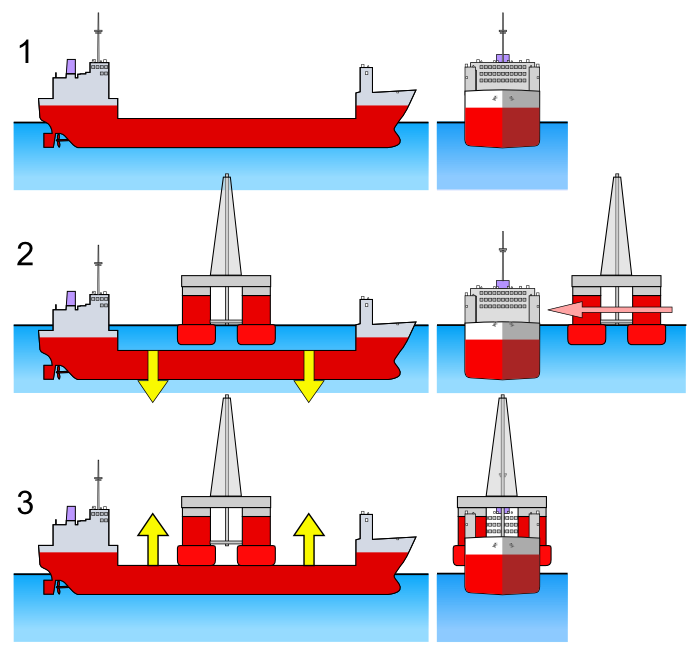
半潜船工作原理

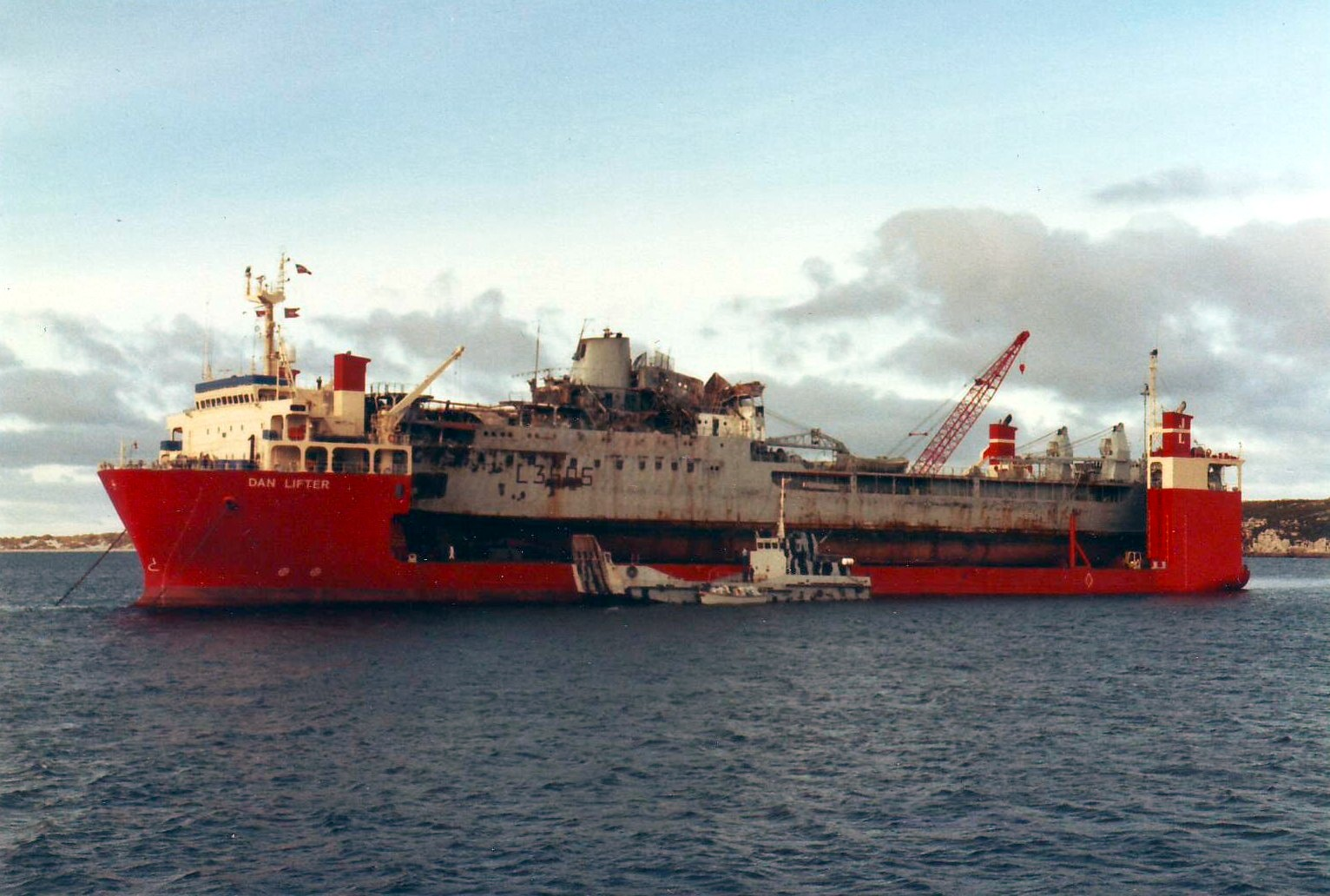
1984年「舉重號」（MV Dan Lifter）运载在马岛战争中战损的英国皇家海军皇家輔助艦隊特里斯特拉姆爵士号登陆舰返回英国本土。

半潛船（Semi-submersible或Semisubmerged ship）是指在装卸作业时船体绝大部分可以潜入水下，而航行时处于正常吃水状态的一种特种船舶。船体内部设有很多压载舱，装卸作业时的下潜和上浮均靠打入压载水和排除压载水来完成，是一种专门从事运输超大型设备的重載船（Heavy-lift ship），被业内称为“海上叉车”。按设计用途，半潜船又分为半潜打捞工程船和半潜运输船。

## 历史
20世纪70年代初出现的半潜驳船在装卸作业下潜时，船底尾部要坐在海底，常常需要潜水员查看船底情况。1976年9月，由荷兰Wijsmuller航运公司设计、日本住友重工建造的半潜驳船Ocean Servant 1号交船。该船为非自航、12500吨，其最大的改进之一是在船首、
尾部的左、右舷各设一个浮力箱，使船身可以平稳地以水平姿态下潜而不必像以前的驳船那样需要坐底。1978年日本为中远集团广州远洋运输公司建造了红河口号和沙河口号两艘半潜驳船。其中，沙河口号总长125m，载重量11,496吨，2003年4月4日在海南三亚市海域下潜作业时沉没，被打捞后报废。红河口号总长134.5m，型宽34.2m，航速10kn，载重量13.299吨，90年代初更换为马耳他船旗，船名变更为“发展之路”。2005年底，出售给香港子公司。
首艘自航式半潜船是1979年6月住友重工向Wijsmuller公司交付的Super Servant 1号。该船船长139.91米，船宽32.31米，夏季吃水8.51米，载重量14310dwt，最大下潜深度15米。1983年至1984年，Wijsmuller公司又建造了Mighty Servant 1号、2号和3号半潜船。该系列船的尾浮力箱是可以移动的，可以沿着甲板轨道移进首部上层建筑中的专门设计的空档内，这样就在甲板上形成了一个面积达5600m²的无障碍区域，使特长、特大件货物可以伸出舷外和船尾。1987年，前苏联建造了一艘半潜船Transshelf号，载重量3.4万吨，船型与Super Servant系列船相似。
- Mighty Servant 1运载Sevan Brasil（英语：Sevan Marine）
- 1988年，Mighty Servant 2（英语：Mighty Servant 2）运载美军山謬·羅勃茲號巡防艦（英语：USS Samuel B. Roberts (FFG-58)）从迪拜返回美国，运费130萬美元[8]。[註 1]
- Mighty Servant 3运载半潜式平台
- TRANSSHELF（2004年）

1994年，荷兰Wijsmuller航运公司与Dock Express航运公司合并组成DOCKWISE航运公司。1999年10月，DOCKWISE公司投资建造了Black Marlin号半潜船，载重量57,021t，由台湾高雄船厂建造。2000年4月，其姐妹船Blue Marlin号开始建造。2003年10月，DOCKWISE公司委托韩国现代重工尾浦造船厂对Blue Marlin号进行了为期3个月的改造。改造后的Blue Marlin号甲板面积达178.2×63.0m²，载重量升至76,061t，成为世界上最大的半潜船。

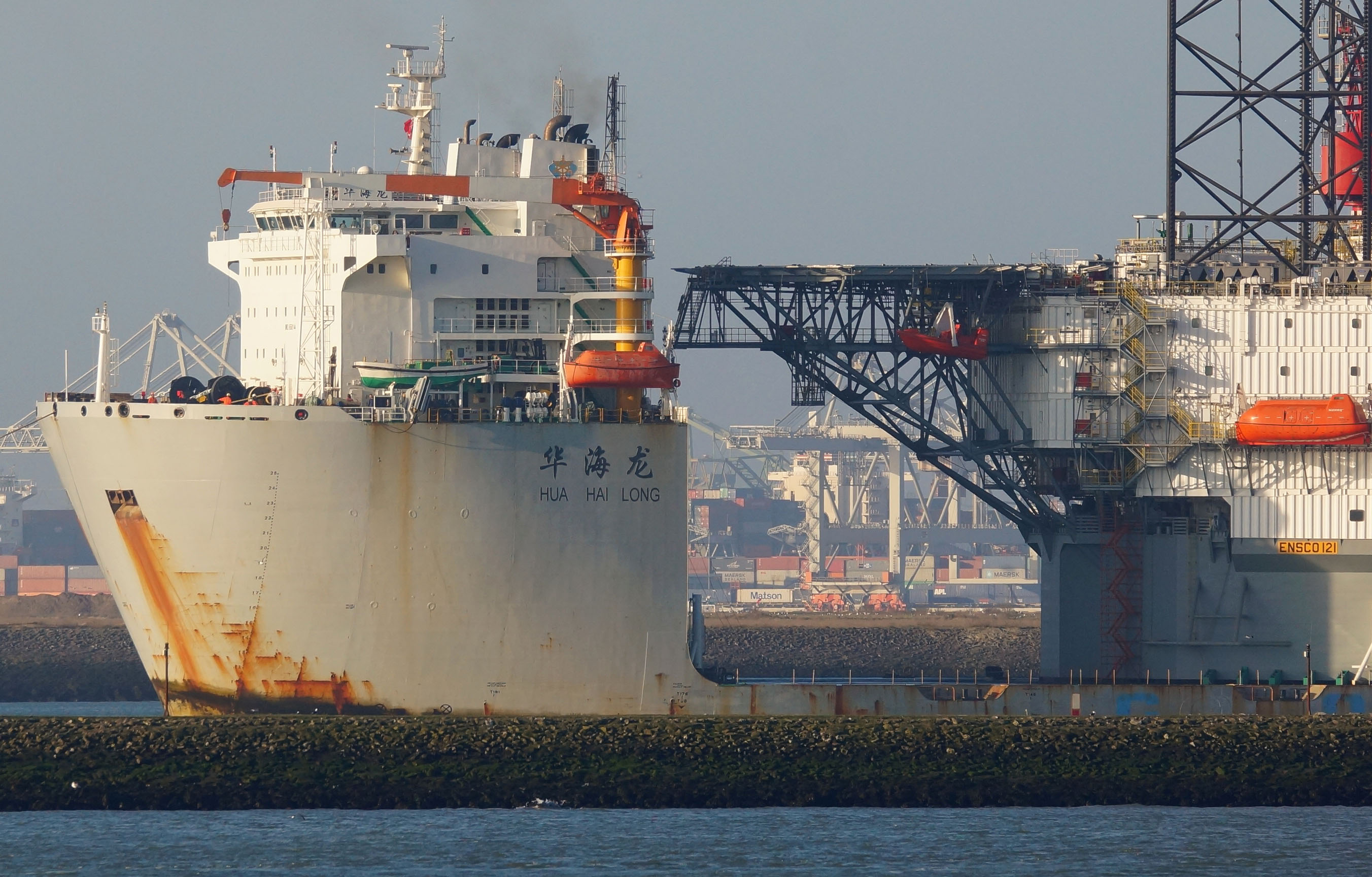
3万吨自航半潜船“华海龙”号

2000年七〇八所将上海打捞局一艘17万吨的生产储油轮改装成5万吨载重吨半潜船“重任三号”，是中国首艘大型半潜船。2002年12月17日，广州远洋运输公司在广船国际定造的半潜船“泰安口”号交船。该船总长156m，船宽32.2m，型深10.0m，夏季吃水7.5m，下潜吃水19.0m，甲板面积126X32.2m²，载重量17,860t，服务航速14节，采用SSP电力推进系统。2002年8月28日，其姐妹船“康盛口”号交船。2011年，中船黄埔和广船国际联手为中远航运股份有限公司打造的两艘5万吨半潜船“祥云口”和“祥瑞口”号，技术设计由芬兰Delta Marin和上海船舶研究设计院共同完成。2011年9月招商局重工（深圳）有限公司为广州打捞局建造的第一艘3万吨自航半潜船“华海龙”号交付使用。2016年12月8日，载重10万吨级的“新光华”号交付使用，为中国最大、全球第二大半潜船。
截止2020年，全球最大半潜船为“博卡先锋”号，于2013年在韩国完成建造交付。该轮船长为275米，最大船宽达86.75米，最大吃水31米，最大排水量超过了11万吨。曾运输过一艘满载排水量13万吨超级豪华邮轮。

## 市场
半潜船主要用于跨洋运输疏浚设备、钻井平台、平台模块、导管架、渔场模块等笨重的特大件货物（干拖），比用拖轮拖带方式（湿拖）更安全、更快捷。美国海军也曾使用半潜船将受损的战舰运回美国进行维修。
随着半潜船数量的增加，世界半潜船业务市场由寡占状态转变为垄断竞争的市场。世界上最大的半潜船公司是荷兰的道克维斯拥有18艘半潜船；中远海运特运拥有和管理半潜船8艘，载货能力覆盖2万、3万、4万、5万、10万吨级。广州打捞局有以5万吨半潜船“华洋龙”、3万吨半潜船“华海龙”、2.6万吨半潜船“华兴龙”“华盛龙”为代表的半潜船7艘。上海振华船运也拥有7艘半潜船。此外，挪威的海洋重載（Ocean Heavylift, OHT）、中海油也有自己的半潜船队。
| 名称           | 建造/改造                       | 年份      | 吨位    | 航速   | 运营                     | 图片 |
| -------------- | ------------------------------- | --------- | ------- | ------ | ------------------------ | ---- |
| 黑馬林魚號     | 中國造船公司 (今台船)           | 1999      | 56,500  | 14.5节 | 道克维斯                 |      |
| 藍馬林魚號     | 中國造船公司(今台船) 现代重工业 | 2000 2003 | 76,061  | 14.5节 | 道克维斯                 |      |
| 祥云口         | 广船国际&黄埔文冲               | 2011      | 48,232  | 14.5节 | 中远航运股份有限公司     |      |
| 祥瑞口         | 广船国际&黄埔文冲               | 2011      | 48,232  | 14.7节 | 中远航运股份有限公司     |      |
| 海洋石油278    | 招商局重工（深圳）有限公司      | 2012      | 53,500  | 16.0节 | 海洋石油工程股份有限公司 |      |
| 道克懷斯先鋒號 | 现代重工业                      | 2012      | 117,000 | 14.0节 | 道克维斯                 |      |
| 東海島號半潛船 | 中船黄埔文冲船舶有限公司        | 2015      | 20,000  | 14.0節 | 南海艦隊                 |      |
| 祥和口         | 黄埔船厂                        | 2016      | 48,160  | 14.5节 | 中远海特                 |      |
| 华洋龙         | 中船黄埔文冲船舶有限公司        | 2016      | 52,500  | 14.0節 | 广州打捞局               |      |
| 新光华号半潜船 | 广船国际有限公司                | 2016      | 98,000  | 14.5节 | 中远航运                 |      |

## 外部連結
- GVAC.se – Consultants designers
- Dockwise website（页面存档备份，存于） – Info on Dockwise transport ships
- Naybook website（页面存档备份，存于） – Photos of Mighty Servant 2 hauling USS Samuel B. Roberts (FFG 58)
- IMO Website（页面存档备份，存于） – International Maritime Organisation
- CSSM Website – Chinese Semi-submersibles Manufacturer